# Giordan Lighthouse
Das Giordan Lighthouse (Ta’ Ġurdan Lighthouse oder Gordan Lighthouse) steht nahe der Ortschaft Għasri auf der Insel Gozo in Malta. Der 22 m hohe Turm wurde im Jahr 1851 während der Britischen Herrschaft Maltas auf dem etwa 160 Meter hohen Berg Gurdan Hill an der Nordwestküste der Insel erbaut, um die Schifffahrt in der Region zu leiten. Das Feuer hat eine Höhe von 180 Metern über dem Meeresspiegel.

## Geschichte
An dieser Stelle gab es schon seit den 1650er Jahren eine Navigationshilfe. Planung und Bau des heutigen Turms erfolgte in den Jahren 1851 bis 1853, in Betrieb genommen wurde er am 15. Oktober 1853. Anfangs hatte der Turm 21 Öllampen, auf jeder der drei Seiten zum Meer sieben. Reflektoren aus versilbertem Messing verstärkten das Licht, so dass er eine Reichweite von bis zu 38 Meilen hatte. Nach Umbauten in den Jahren 1962 und 1994 ist der Turm heute elektrifiziert und automatisiert. Der Turm wird von der Malta Maritime Authority betrieben.
Früher konnte man das Licht des Turms praktisch überall auf der Insel sehen, heute ist die Lichtstärke reduziert da aufgrund der modernen Navigationsmöglichkeiten ein so starkes Licht nicht mehr benötigt wird.
Im Turm befindet sich eine Wetterstation, die auch Daten für die Global Atmosphere Watch erhebt. Weiterhin befindet sich vor dem Turm eine Radarstation.

## Erreichbarkeit
Von Għasri führt eine kleine Straße zu einem Parkplatz unterhalb des Turms. Von dort erreicht man das Plateau über einen befestigten Weg. Auf dem Plateau befinden sich weiterhin einige Ruinen eines kolonialen militärischen Beobachtungsposten. Der Turm bietet einen 360° Panoramablick über die gesamte Insel Gozo. Da der Turm nicht mehr besetzt ist, ist er nicht zu besichtigen.